# Свадебный хор
Свадебный хор (англ. Bridal Chorus или Here Comes the Bride)  — хоровая композиция Treulich geführt... из оперы  Рихарда Вагнера «Лоэнгрин» (1850). В начале третьего акта оперы её исполняют женщины, сопровождающие Эльзу в спальню после свадебного пира.
На свадьбе принцессы Виктории (дочери британской королевы Виктории) с будущим германским императором Фридрихом III в 1858 году под эту мелодию невеста входила в храм для совершения церемонии бракосочетания. С этого момента инструментальная версия композиции стала использоваться в англоязычных странах как свадебный марш. Обычно открывает собой свадебную церемонию, в конце которой исполняется марш Мендельсона. 
Произведение, однако, редко исполняется на еврейских свадьбах, поскольку Вагнер имел репутацию антисемита, а его произведения часто использовались нацистами. Католическая церковь также не одобряет исполнение марша ввиду светского характера данной музыки и приверженности Вагнера к дохристианской («языческой») мифологии.